# مقتل فيرا بايج
مقتل فيرا بايج هي قضية بريطانية لم تُحل بعد منذ أوائل الثلاثينيات. ففي 14 ديسمبر 1931 ، أُبلغ عن فقدان فيرا بايج البالغة من العمر 10 سنوات بعد فشلها في العودة إلى منزلها في نوتينغ هيل من زيارة إلى أقرباء يسكنون بالقرب من منزلها. تم العثور على جثة الطفلة بعد يومين في شجيرات في شارع أديسون. تعرضت للاغتصاب، ثم خُنقت باليد حتى الموت في جريمة قتل وصفها أحد المحققين بالقضية بأنها «أفظع ما اضطررت للتعامل معه خلال مسيرتي».
توجد أدلة جسدية وظرفية قوية تثبت ذنب عامل يبلغ من العمر 41 عامًا يدعى بيرسي أورلاندو راش، الذي كان والداه يعيشان في نفس المنزل مع فيرا.  أصبح راش المشتبه الرئيسي في اختطافها وقتلها.
في تحقيق قاضي الوفيات الذي عقد في شباط / فبراير 1932 ، قررت هيئة محلفين أنه لم تكن هناك أدلة حقيقية كافية لتوجيه تهمة رسمية إلى راش بتهمة قتل فيرا. ورسميًا تظل القضية دون حل. 

## حياتها
ولدت فيرا إيزوبي ميني بايج في 13 أبريل 1921 في هامرسميث بلندن، وهي الطفلة الوحيدة لتشارلز وإيزابيل بايج.
عائلة الطفلة كانت من الطبقة العاملة. كان والد فيرا يعمل كرسام مع شركة غريت ويسترن ريلوي ، في حين كانت والدتها ربة منزل. لتكملة دخل الأسرة، سمح تشارلز وإيزابيل أحيانًا للمغتربين بالإقامة في منازلهم، هؤلاء المستأجرين كانوا دائمًا إما أفرادًا من العائلة أو أفرادًا معروفين للعائلة. في يناير 1931، انتقلت عائلة بايج من طريق تشابل، ونوتينغ هيل (المعروف الآن باسم سان ماركس بليس)، إلى منزل من ثلاثة طوابق في بلينهايم كريسنت. الأسرة لم تحتل البيت كله، وإنما غرف في الطابق الأرضي والطابق السفلي. وكان هناك شاغلين آخرين الذين يقيمون في الطوابق العليا وهما زوجين في منتصف العمر يدعيان آرثر وآني راش، الذين كانوا يعيشون بالمنزل لمدة 20 عامًا تقريبًا. 

## اختفاءها
في 14 ديسمبر 1931، غادرت فيرا منزلها في 22 بلينهايم كريسنت في الساعة 4:30 مساءً. ومشت حوالي 50 ياردة إلى منزل عمتها، ميني، التي كانت تعيش بمنزل 70 بشارع بلينهايم كريسنت. كان الغرض من هذه الرحلة القصيرة هو الحصول على شهادتي سباحة كانت قد حصلت عليهما وغادرت مع عمتها في اليوم السابق. عندما لم تعد فيرا إلى المنزل بحلول الساعة 5:30 مساءً، قام والدها بزيارة عمتها، التي أبلغته بأن فيرا قد غادرت منزلها في حوالي الساعة 4:45 عصراً، عازمة على العودة إلى منزلها في الوقت المناسب لتناول وجبة العشاء. بعد زيارته لأول مرة لمنازل جميع أصدقاء وأقارب فيرا  على أمل أن تكون ابنته مع أحد معارفه، زار تشارلز بايج مركز الشرطة المحلي للإبلاغ عن فقدان فيرا في الساعة 10:25 مساءً. 

## اكتشاف جثتها
في 16 ديسمبر / كانون الأول، تم اكتشاف جثة فيرا مستلقية في قطعة من الشجيرات في الحديقة الأمامية لمنزل على طريق أديسون، كنسينغتون، بالقرب من هولاند بارك وعلى بعد ميل واحد تقريبًا من منزلها. وكانت تعرضت للاغتصاب والاختناق. 
قررت الشرطة بشكل قاطع أن فيرا قد قُتلت في مكان آخر، وأودع جثمانها في وقت لاحق في قطعة من الشجيرات في الحديقة الأمامية للمنزل على طريق أديسون حيث اكتشفت بعد ذلك. تم فحص بقايا الطفل من قبل السير بيرنارد سبيلسبري، الذي اكتشف غبار الفحم وبقايا الشمع على ملابس فيرا، بالإضافة إلى قطعة من ضمادة الإصبع الملطخة بالأمونيا مرفوعة ضد مرفقها الداخلي، الذي كان من المحتمل أن ينحرف عن يد قاتلها الذي كان قد أودع جثتها.
غبار الفحم هذا، بالإضافة إلى بقايا الشموع الذي تم اكتشافه على ملابس فيرا، قاد سبيلسبري إلى الاستنتاج بأن جثة الفتاة كانت مخبأة في قبو الفحم قبل التخلص منها في طريق أديسون، وأن هذا القبو على الأرجح ليس لديه ضوء كهربائي، كما هو موضح بوجود بقايا الشمع وجد أيضاً على ملابس الضحية.  تم العثور على قبو واحد من الفحم على مقربة من طريق أديسون مع باب منزله، وافترض المحققون أن جثة الفتاة قد تم إخفاؤها مؤقتًا في هذا القبو بعد مقتلها. 